# Liste von Tunneln in Österreich
Die Liste von Tunneln in Österreich stellt alle  österreichischen Eisenbahn- und Straßentunnel ab einer Länge von 1,5 Kilometern dar.

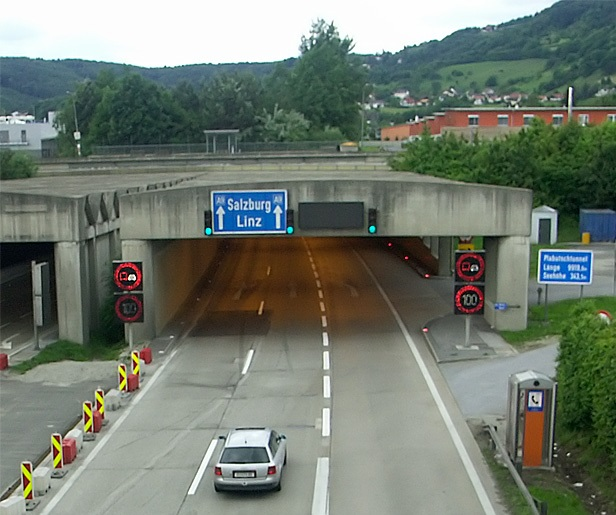
Südeinfahrt des Plabutschtunnels in Graz

## Straßentunnel
Hier sind die Straßentunnel Österreichs ab einer Länge von 1,5 Kilometern dargestellt.

### Autobahntunnel
Als Jahr der Eröffnung ist das Jahr der Eröffnung (zumindest) der ersten Röhre angegeben.
E. = Eröffnung
| Name                               | Strecke                           | Röhren            | E.   | Länge in m |
| ---------------------------------- | --------------------------------- | ----------------- | ---- | ---------- |
| Arlberg-Straßentunnel              | S16 Arlberg Schnellstraße         | 1                 | 1978 | 13.972     |
| Plabutschtunnel                    | A9 Pyhrn Autobahn                 | 2                 | 1987 | 10.085     |
| Gleinalmtunnel                     | A9 Pyhrn Autobahn                 | 2                 | 1978 | 8.320      |
| Karawankentunnel                   | A11 Karawanken Autobahn           | 1 (2. in Bau)     | 1991 | 7.864      |
| Landecker Tunnel                   | A12 Inntal Autobahn (Zubringer)   | 1                 | 2000 | 6.955      |
| Pfändertunnel                      | A14 Rheintal/Walgau Autobahn      | 2                 | 1980 | 6.718      |
| Tauerntunnel                       | A10 Tauern Autobahn               | 2                 | 1975 | 6.401      |
| Strenger Tunnel                    | S16 Arlberg Schnellstraße         | 2                 | 2005 | 5.851      |
| Katschbergtunnel                   | A10 Tauern Autobahn               | 2                 | 1974 | 5.439      |
| Bosrucktunnel                      | A9 Pyhrn Autobahn                 | 2                 | 1983 | 5.400      |
| Roppener Tunnel                    | A12 Inntal Autobahn               | 2                 | 1990 | 5.100      |
| Tunnel Götschka                    | S10 Mühlviertler Schnellstraße    | 2                 | 2015 | 4.425      |
| Oswaldibergtunnel                  | A10 Tauern Autobahn               | 2                 | 1987 | 4.307      |
| Tunnel Semmering                   | S6 Semmering Schnellstraße        | 2                 | 2004 | 3.451      |
| Ehrentalerbergtunnel               | A2 Süd Autobahn                   | 2                 | 1996 | 3.345      |
| Tunnel Stetten                     | S1 Wiener Außenring Schnellstraße | 2                 | 2010 | 3.200      |
| Perjentunnel                       | S16 Arlberg Schnellstraße         | 2                 | 1983 | 2.993      |
| Ambergtunnel                       | A14 Rheintal/Walgau Autobahn      | 2                 | 1985 | 2.967      |
| Tunnel Rudersdorf                  | S7 Fürstenfelder Schnellstraße    | 2                 | 2024 | 2.875      |
| Speringtunnel                      | A9 Pyhrn Autobahn                 | 2                 | 2003 | 2.852      |
| Tunnel Wald                        | A9 Pyhrn Autobahn                 | 2                 | 2003 | 2.844      |
| Tunnel Kirchdorf                   | S35 Brucker Schnellstraße         | 2                 | 2010 | 2.807      |
| Tunnel Spital                      | S6 Semmering Schnellstraße        | 2                 | 2004 | 2.556      |
| Tanzenbergtunnel                   | S6 Semmering Schnellstraße        | 2                 | 1983 | 2.523      |
| Tunnel Tradenberg                  | S1 Wiener Außenring Schnellstraße | 2                 | 2010 | 2.424      |
| Unterflurtrasse Steinhaus/Taxlberg | A8 Innkreis Autobahn              | 2                 | 2003 | 2.330      |
| Langener Tunnel                    | S16 Arlberg Schnellstraße         | 2                 | 1991 | 2.323      |
| Lainbergtunnel                     | A9 Pyhrn Autobahn                 | 2                 | 1997 | 2.279      |
| Tunnel Kaisermühlen                | A22 Donauufer Autobahn            | 2                 | 1985 | 2.150      |
| Gräberntunnel                      | A2 Süd Autobahn                   | 2                 | 1986 | 2.148      |
| Klauser Tunnel                     | A9 Pyhrn Autobahn                 | 2                 | 2003 | 2.144      |
| Ganzsteintunnel                    | S6 Semmering Schnellstraße        | 2                 | 1980 | 2.135      |
| Herzogbergtunnel                   | A2 Süd Autobahn                   | 2                 | 1982 | 2.093      |
| Hieflertunnel                      | A10 Tauern Autobahn               | 2                 | 1974 | 2.004      |
| Kalcherkogeltunnel                 | A2 Süd Autobahn                   | 2                 | 1982 | 1.993      |
| Tunnel Neumarkt                    | S10 Mühlviertler Schnellstraße    | 2                 | 2015 | 1.970      |
| Unterflurtrasse Ottsdorf/Thurnham  | A9 Pyhrn Autobahn                 | 2                 | 2004 | 1.940      |
| Milser Tunnel                      | A12 Inntal Autobahn               | 2                 | 1988 | 1.911      |
| Tunnel Rannersdorf                 | S1 Wiener Außenring Schnellstraße | 2                 | 2006 | 1.880      |
| Tunnel Steinhaus                   | S6 Semmering Schnellstraße        | 2                 | 2004 | 1.838      |
| Tunnel Dalaas                      | S16 Arlberg Schnellstraße         | 1 (2. in Planung) | 1979 | 1.810      |
| Tunnel Noitzmühle                  | A8 Innkreis Autobahn              | 2                 | 2003 | 1.610      |
| Tunnel Pians-Quadratsch            | S16 Arlberg Schnellstraße         | 2                 | 1994 | 1.545      |

### Weitere Straßentunnel
E. = Eröffnung
| Name                                           | Strecke                   | E.   | Länge in m |
| ---------------------------------------------- | ------------------------- | ---- | ---------- |
| Felbertauerntunnel                             | B108 Felbertauern Straße  | 1967 | 5.304      |
| Schmittentunnel                                | B311 Pinzgauer Straße     | 1996 | 5.111      |
| Tunnel Pfaffenboden                            | Privatstraße              | 2003 | 3.430      |
| Achraintunnel                                  | L200 Bregenzerwaldstraße  | 2009 | 3.340      |
| Lermooser Tunnel                               | B179 Fernpassstraße       | 1984 | 3.168      |
| Schönbergtunnel                                | B311 Pinzgauer Straße     | 1999 | 2.988      |
| Harpfnerwandtunnel                             | B169 Zillertalstraße      | 1965 | 2.590      |
| Henndorfertunnel                               | B1 Linzer Bundesstraße    | 2009 | 2.150      |
| Brandbergtunnel                                | Umfahrung Mayrhofen       | 1976 | 2.130      |
| Geißwandtunnel                                 | B145 Salzkammergut Straße | 2006 | 2.119      |
| Bartl-Kreuz-Tunnel                             | B145 Salzkammergut Straße | 1996 | 2.000      |
| Lärchbergtunnel                                | B178 Loferer Straße       | 1994 | 1.859      |
| Passür/Ralegg-Tunnel                           | L197 Arlbergstraße        | 1996 | 1.855      |
| Rosi-Mittermaier-Tunnel ehem. Tiefenbachtunnel | Skigebiet Sölden          | 1982 | 1.729      |
| Felberbergtunnel                               | B168 Mittersiller Straße  | 2000 | 1.700      |
| Klammtunnel                                    | B167 Gasteiner Straße     | 1973 | 1.603      |
| Loibltunnel                                    | B91 Loiblpass Straße      | 1967 | 1.570      |
| Achbergtunnel                                  | B178 Loferer Straße       | 1993 | 1.500      |

## Eisenbahntunnel

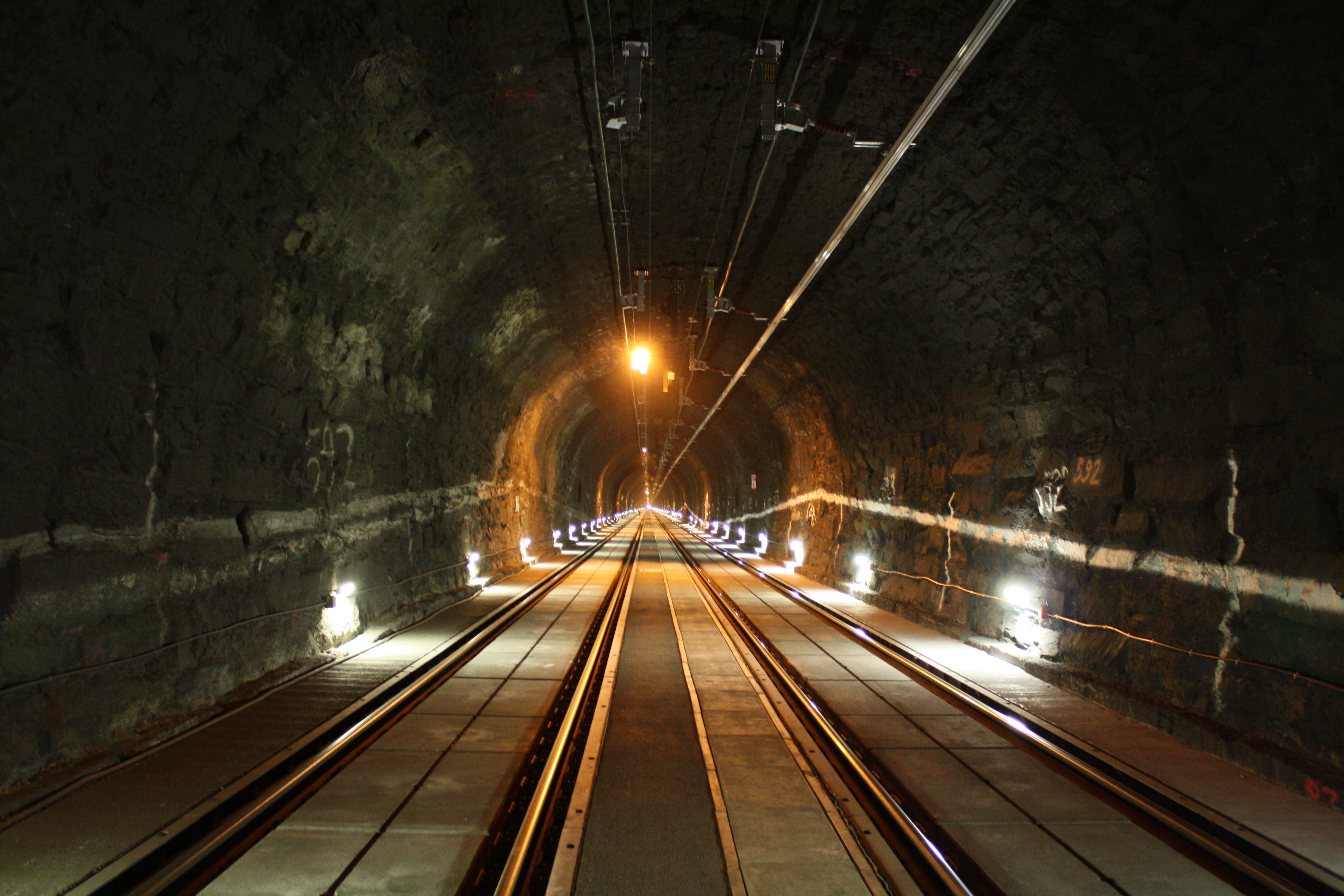
Blick durch den Arlbergtunnel

Aufstellung der Eisenbahntunnel Österreichs mit einer Länge von mindestens 1,5 Kilometern.
E. = Eröffnung
| Name                                              | Strecke                                 | E.   | Länge in m |
| ------------------------------------------------- | --------------------------------------- | ---- | ---------- |
| Münsterertunnel                                   | Neue Unterinntalbahn                    | 2012 | 15.990     |
| Terfener Tunnel                                   | Neue Unterinntalbahn                    | 2012 | 15.840     |
| Wienerwaldtunnel                                  | Neue Westbahn                           | 2012 | 13.356     |
| Inntaltunnel                                      | Umfahrung Innsbruck                     | 1994 | 12.756     |
| Lainzer Tunnel                                    | Neue Westbahn                           | 2012 | 12.300     |
| Arlbergtunnel                                     | Arlbergbahn                             | 1884 | 10.648     |
| Tauerntunnel                                      | Tauernbahn                              | 1906 | 8.550      |
| Karawankentunnel                                  | Rosentalbahn                            | 1906 | 7.976      |
| Siebergtunnel                                     | Neue Westbahn                           | 2001 | 6.480      |
| Galgenbergtunnel                                  | Bahnstrecke Bruck an der Mur–Leoben     | 1998 | 5.460      |
| Kaponig-Tunnel                                    | Tauernbahn                              | 1996 | 5.096      |
| Bosrucktunnel                                     | Pyhrnbahn                               | 1906 | 4.766      |
| Sittenbergtunnel                                  | Neue Westbahn                           | 1994 | 4.692      |
| Pummersdorfer Tunnel                              | Westbahn (Güterzugumfahrung St. Pölten) | 2017 | 3.485      |
| Stierschweiffeld-Tunnel (Tunnelkette Perschling)  | Neue Westbahn                           | 2012 | 3.293      |
| Tunnel Deutsch Grutschen (Tunnelkette Granitztal) | Koralmbahn                              | 2020 | 2.947      |
| Raingrubentunnel (Tunnelkette Perschling)         | Neue Westbahn                           | 2012 | 2.775      |
| Tunnel Langer Berg (Tunnelkette Granitztal)       | Koralmbahn                              | 2020 | 2.553      |
| Großer Hartbergtunnel                             | Wechselbahn                             | 1910 | 2.477      |
| Atzenbrugger Tunnel                               | Neue Westbahn                           | 2012 | 2.460      |
| Blisadonatunnel                                   | Arlbergbahn                             | 2003 | 2.411      |
| Gösingtunnel                                      | Mariazellerbahn                         | 1907 | 2.369      |
| Zammer Tunnel                                     | Arlbergbahn                             | 1995 | 2.335      |
| Burgstaller Tunnel                                | Neue Westbahn                           | 2013 | 2.200      |
| Melker Tunnel                                     | Neue Westbahn                           | 2000 | 1.865      |
| Martinswandtunnel                                 | Mittenwaldbahn                          | 1912 | 1.810      |
| St. Marxer Tunnel II                              | Pressburger Bahn                        | 2002 | 1.727      |
| Wolfsgrubentunnel                                 | Arlbergbahn                             | 1999 | 1.743      |
| Hengsbergtunnel                                   | Koralmbahn                              | 2010 | 1.695      |
| Moltertobeltunnel                                 | Arlbergbahn                             | 1914 | 1.643      |
| Neuer Semmeringtunnel                             | Semmeringbahn                           | 1952 | 1.512      |
| Alter Semmeringtunnel                             | Semmeringbahn                           | 1854 | 1.433      |

### Projekte
- Brennerbasistunnel (in Bau)
- Koralmtunnel (in Bau)
- Semmering-Basistunnel (in Bau)
- Leitnerbauertunnel (in Planung)
- Seekirchnertunnel (in Planung)

## Ähnliche Listen
- Liste von Alpentunneln
- Liste der längsten Tunnel der Erde